# لیونس کورن
لیونس کورن (فرانسوی: Léonce Corne‎؛ ‏ ۱۸ مارس ۱۸۹۴ – ۳۱ دسامبر ۱۹۷۷) با نام اصلی «لیونس شارل کورن» بازیگر اهل کشور کشور فرانسه بود.

## قسمتی از فیلمشناسی
- میشل استروگف (۱۹۵۶)
- روز برمیآید
- آبسنگهای مرجانی
- عدالت اجرا شد (۱۹۵۰)
- کارتوش (۱۹۶۲)
- شانس (۱۹۳۱)
- زنده یا مرده (۱۹۴۸)
- بازگشت به زندگی (۱۹۴۹)